# Буковица Доња (Милићи)
Буковица Доња је насељено мјесто у општини Милићи, Република Српска, БиХ. Према попису становништва из 2013, у насељу је живјело свега 16 становника.

## Становништво
Према попису становништва из 1991. године, мјесто је имало 139 становника.
| Демографија | Демографија | Демографија |
| Година      | Становника  | Становника  |
| ----------- | ----------- | ----------- |
| 1961.       | 193         |             |
| 1971.       | 171         |             |
| 1981.       | 119         |             |
| 1991.       | 139         |             |